# 朱一貴
朱一貴（1690年—1722年），小名祖，福建漳州府長泰縣人，天地会成员，是清朝時期台灣首位大型武裝起義舉事者、清朝臺灣三大民變朱一貴事件的發動人。因為他姓朱，跟明朝皇族同姓，遂以反清復明為號召。舉事期間，定國號為「大明」，年號「永和」，穿上龍袍，登基為中興王，後人俗稱鴨母王、鴨母皇帝。

## 生平
根據朱一貴被捕的供詞，朱一貴生於康熙廿八年（1689年），是福建省漳州府長泰縣人。康熙五十三年（1714年）獨自來臺，在臺灣道衙門工作，擔任守夜差役。曾以傭工、種田為生，後在鴨母寮（今高雄市內門區光興里）以養鴨為業，為人豪爽好客，有「小孟嘗」、「鴨母王」之稱（傳說他養的鴨產下的鴨蛋有2個蛋黃）。
1720年（康熙五十九年），臺灣鳳山縣縣令出缺未補，由臺灣知府王珍自攝縣政。1720年，福建巡撫呂猶龍題參王珍等虧空官銀15萬兩。王珍為彌補財政上的漏卮，令次子代攝鳳山知縣。王珍次子巧立名目，橫徵暴歛，農人不從便加以拘捕囚禁，造成鳳山縣農人普遍的痛苦。
朱一貴即控王珍之子5項惡政：
1. 借徵糧為名斂財。
2. 地震引發海水漲潮，民眾為了謝神而合請戲班唱酬神戲，衙門以「無故結拜」為罪名逮捕40多人。（1721年台南地區有疑似海嘯之紀錄，然有些人認為是暴風雨所致）[7][8]
3. 以違反禁令為由逮捕200多名入山砍竹子的鄉民，並要求這些民眾繳錢了事，否則要被打40大板並驅回原籍。
4. 向農民要求每條耕牛均需繳納銀錢，否則以私牛視之。
5. 向店家和砍藤為業的人民勒索金錢。 [9]

### 事件後續
朱一貴和直到九月投降清軍的杜君英俱於十月押解北京。朱一貴被捕時面對平亂之福建水師提督施世驃（施琅之子，施世綸之弟）、清朝官員藍廷珍，猶昂然自立，自稱孤家，並以反滿的言論痛斥清吏道：「我復興大明，怎麼可以說是造反？反而你們堂堂漢人，卻在清廷做官，才真的是造反。」1722年（康熙六十一年）2月22日，朱一貴、李勇、吳外、陳印、張阿山等人遭凌遲處死，親屬一同罹難。而事變起時，原任臺廈道梁文煊、同知王禮、知縣吳觀域、朱夔因棄臺而逃，均遭清廷押回臺灣處斬於市。知府王珍已死，亦遭開棺戮屍示眾。

## 相關紀念

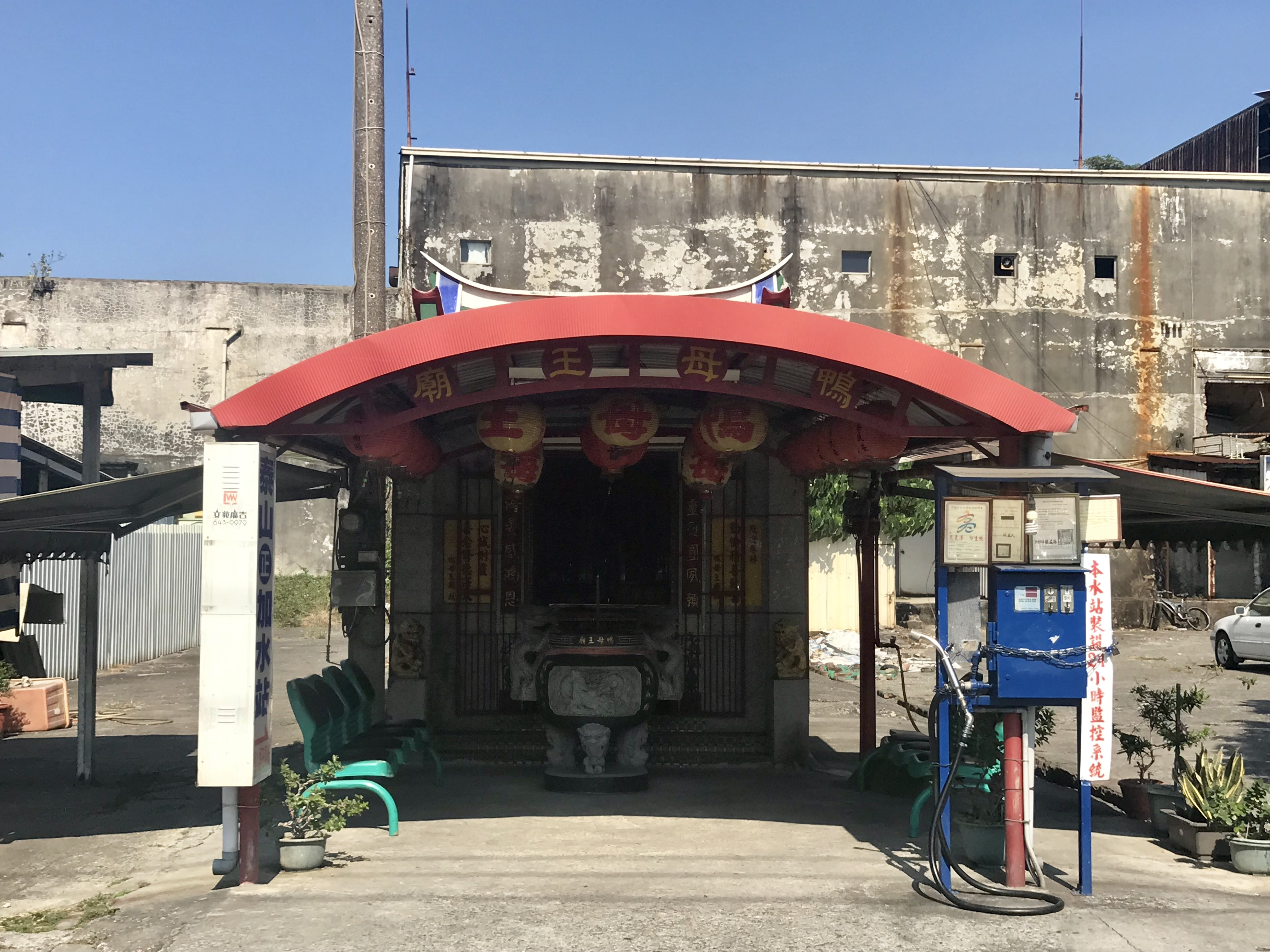
林園鴨母王廟

- 小南城隍廟：位於臺南市中西區。日治時期，民間傳言朱一貴死後被玉皇上帝封為「台南州城隍綏靖侯」，在該廟被祀為主神。
- 鴨母寮興安宮：位於高雄市內門區光興里。據說朱一貴曾養鴨於鴨母寮。該廟供奉朱一貴神位，興安宮在廟前水池中增置朱一貴趕鴨子的塑像。
- 林園鴨母王廟：位於高雄市林園區，主祀的鴨母王公據說即是朱一貴。

## 文學創作
故事背景有涉獵朱一貴事件的作品如下：
- 萍水散人（上坂兼勝），『通俗台灣軍談』，1723年。
- 施百俊著、葉羽桐繪，《鴨母王：朱一貴傳奇》，玉山社，2019年。
- 錢真，《羅漢門》，衛城出版，2019年。

### 列表
- 顧敏耀，〈藍鼎元傳記資料考述--兼論其〈紀水沙連〉之內容與意涵〉，《成大中文學報》，第42期，2013年9月，頁137-182。
- 劉寧顏 編，《重修台灣省通志》，臺北市：台灣省文獻委員會，1994年。
- 藍鼎元 著，《平臺紀略》，1723年。

## 外部連結
- 〈省籍情結並非臺灣當代產物！從300年前的朱一貴事件中就開始〉－故事 StoryStudio （页面存档备份，存于）